# Akimotoïta
L'akimotoïta és un mineral de la classe dels òxids que pertany al grup de la ilmenita. Rep el nom de Syun-iti Akimoto (1925), de l'Institut de Geofísica de la Universitat de Tòquio.

## Característiques
L'akimotoïta és un metasilicat de magnesi de fórmula química MgSiO₃ que cristal·litza en el sistema trigonal. Pot contenir petites quantitats d'alumini. És un mineral dimorf de la bridgmanita, i l'anàleg de silici i la segona fase d'altes pressions de la geikielita.
Segons la classificació de Nickel-Strunz, l'akimotoïta pertany a «04.CB: Òxids amb proporció metall:oxigen = 2:3, 3:5, i similars, amb cations de mida mitjana» juntament amb els següents minerals: brizziïta, corindó, ecandrewsita, eskolaïta, geikielita, hematites, ilmenita, karelianita, melanostibita, pirofanita, romanita, tistarita, avicennita, bixbyita, armalcolita, pseudobrookita, mongshanita, zincohögbomita-2N2S, zincohögbomita-2N6S, magnesiohögbomita-6N6S, magnesiohögbomita-2N3S, magnesiohögbomita-2N2S, ferrohögbomita-6N12S, pseudorútil, kleberita, berdesinskiïta, oxivanita, olkhonskita, schreyerita, kamiokita, nolanita, rinmanita, iseïta, majindeïta, claudetita, estibioclaudetita, arsenolita, senarmontita, valentinita, bismita, esferobismoïta, sillenita, kyzylkumita i tietaiyangita.

## Formació i jaciments
Va ser trobada per primera vegada al meteorit Tenham, el qual va caure a South Gregory (Queensland, Austràlia), amb una pressió d'impacte estimada en 220-260 kbar, i una temperatura de 2000 °C. També se n'ha trobat en altres meteorits caiguts a l'Antàrtida, Nigèria, República Popular de la Xina i els Estats Units.